# Враждебность
Вражде́бность — комплекс аффектов, который включает в себя следующие эмоции или чувства: гнев, обиду, отвращение, враждебное состояние, неприятие, влечение к соперничеству, неприязнь и неприязненность.
Враждебность определяется как основа для вражды и агрессии, однако так же, как и мотивация, не всегда приводит к соответствующему внешнему поведению, враждебность не обязательно ведет к агрессивности и агрессии. Например, сильный гнев увеличивает вероятность импульсивных агрессивных актов. Доминирование отвращения во враждебной триаде приводит к избеганию объекта враждебных чувств, а отвращение вкладывает в агрессивные акты оттенки, характерные для расовых предубеждений и дискриминаций.

## Виды и типы
- Русофобия — враждебность по отношению именно к русским и/или России.
- Антисемитизм — враждебность по отношению именно к евреям и/или иудеям.
- Аутгрупповая враждебность
- и другие.